# Chaenusa conjungens
Chaenusa conjungens är en stekelart som först beskrevs av Christian Gottfried Daniel Nees von Esenbeck 1811.  Chaenusa conjungens ingår i släktet Chaenusa och familjen bracksteklar. Inga underarter finns listade i Catalogue of Life.